# Zlatý míč 1987
Zlatý míč, cenu pro nejlepšího fotbalistu Evropy dle mezinárodního panelu sportovních novinářů, v roce 1987 získal nizozemský fotbalista Ruud Gullit, který během roku přestoupil z PSV Eindhoven do AC Milán. Šlo o 32. ročník ankety, organizoval ho časopis France Football a výsledky určili sportovní publicisté z 27 zemí Evropy.

## Pořadí

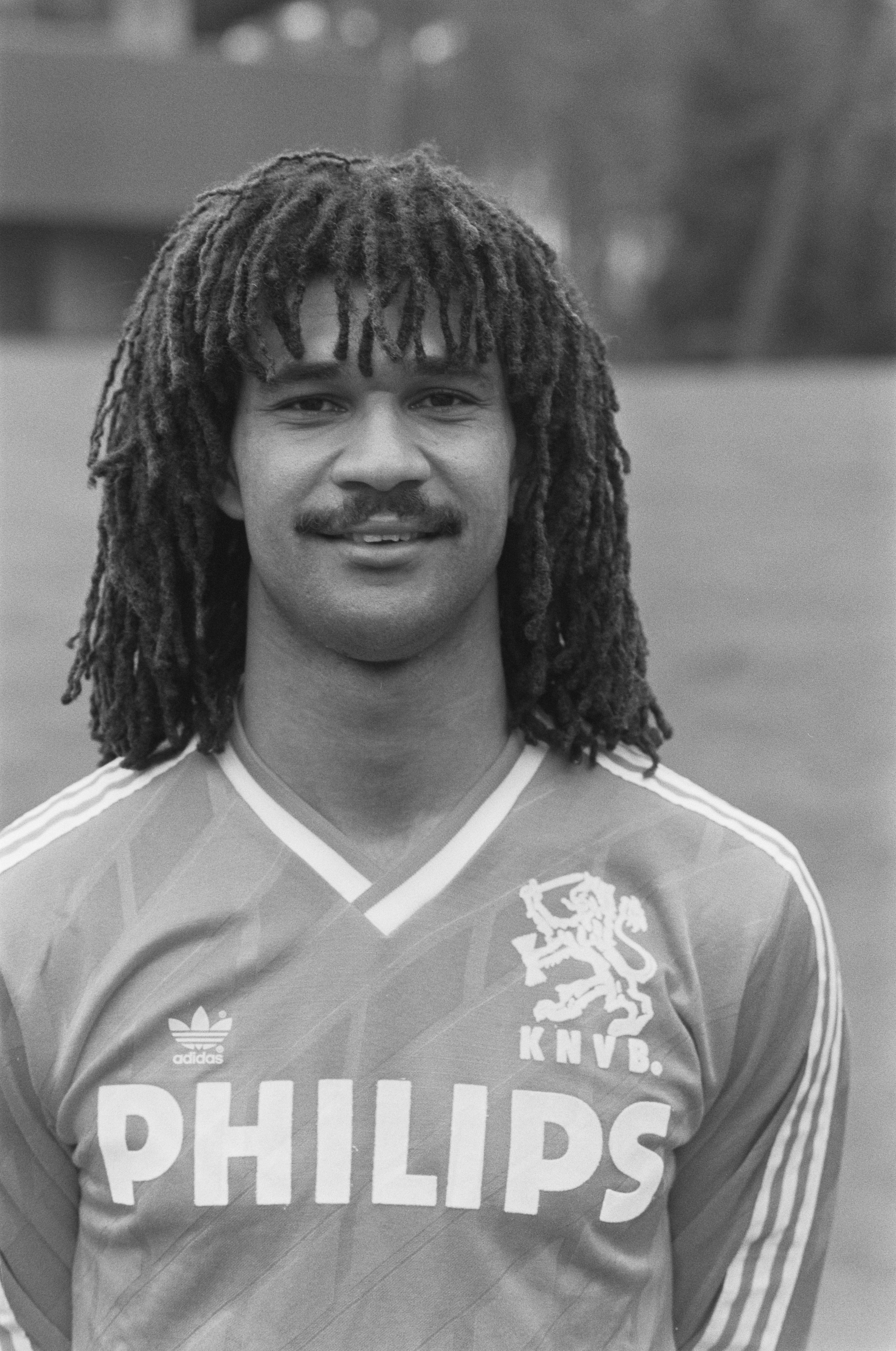
Ruud Gullit

| Pořadí | Jméno                | Klub                              | Země            | Body |
| ------ | -------------------- | --------------------------------- | --------------- | ---- |
| 1      | Ruud Gullit          | PSV Eindhoven AC Milán            | Nizozemsko      | 106  |
| 2      | Paulo Futre          | FC Porto Atlético Madrid          | Portugalsko     | 91   |
| 3      | Emilio Butragueño    | Real Madrid                       | Španělsko       | 61   |
| 4      | Míchel               | Real Madrid                       | Španělsko       | 29   |
| 5      | Gary Lineker         | Barcelona                         | Anglie          | 13   |
| 6      | John Barnes          | Watford FC Liverpool              | Anglie          | 10   |
| 6      | Marco van Basten     | Ajax Amsterdam AC Milán           | Nizozemsko      | 10   |
| 8      | Gianluca Vialli      | UC Sampdoria                      | Itálie          | 9    |
| 9      | Bryan Robson         | Manchester United                 | Anglie          | 7    |
| 10     | Klaus Allofs         | 1. FC Köln Marseille              | Západní Německo | 6    |
| 10     | Glenn Hysén          | IFK Göteborg Fiorentina           | Švédsko         | 6    |
| 12     | Manuel Amoros        | Monako                            | Francie         | 5    |
| 12     | Lothar Matthäus      | Bayern Mnichov                    | Západní Německo | 5    |
| 14     | Mark Hateley         | AC Milán Monako                   | Anglie          | 4    |
| 14     | Toni Polster         | Austria Vídeň FC Turín            | Rakousko        | 4    |
| 14     | Ian Rush             | Liverpool Juventus                | Wales           | 4    |
| 17     | Pierre Littbarski    | Racing Paříž 1. FC Köln           | Západní Německo | 3    |
| 17     | Paul McGrath         | Manchester United                 | Irsko           | 3    |
| 17     | Jean-Marie Pfaff     | Bayern Mnichov                    | Belgie          | 3    |
| 17     | Oleksandr Zavarov    | Dynamo Kyjev                      | Sovětský svaz   | 3    |
| 21     | Peter Beardsley      | Newcastle United Liverpool        | Anglie          | 2    |
| 21     | Józef Młynarczyk     | FC Porto                          | Polsko          | 2    |
| 21     | Rinat Dasajev        | Spartak Moskva                    | Sovětský svaz   | 2    |
| 21     | Preben Elkjær Larsen | Hellas Verona                     | Dánsko          | 2    |
| 21     | Gheorghe Hagi        | Steaua Bukurešť                   | Rumunsko        | 2    |
| 21     | Heinz Hermann        | Neuchâtel Xamax                   | Švýcarsko       | 2    |
| 21     | Ally McCoist         | Rangers                           | Skotsko         | 2    |
| 21     | Rodion Cămătaru      | Dinamo Bukurešť                   | Rumunsko        | 2    |
| 21     | Peter Shilton        | Southampton FC Derby County       | Anglie          | 2    |
| 30     | Alessandro Altobelli | Inter Milán                       | Itálie          | 1    |
| 30     | Glenn Hoddle         | Tottenham Monako                  | Anglie          | 1    |
| 30     | Sokol Kushta         | Partizani Tirana Flamurtari Vlorë | Albánie         | 1    |
| 30     | Dimitris Saravakos   | Panathinaikos                     | Řecko           | 1    |
| 30     | Rudi Völler          | Werder Brémy AS Řím               | Západní Německo | 1    |